# Рябченко Сергій Васильович
Сергі́й Васи́льович Ря́бченко (1 червня 1923, Олександрія, СРСР — 27 червня 1992, Одеса, Україна) — український художник-графік.

## Життєпис

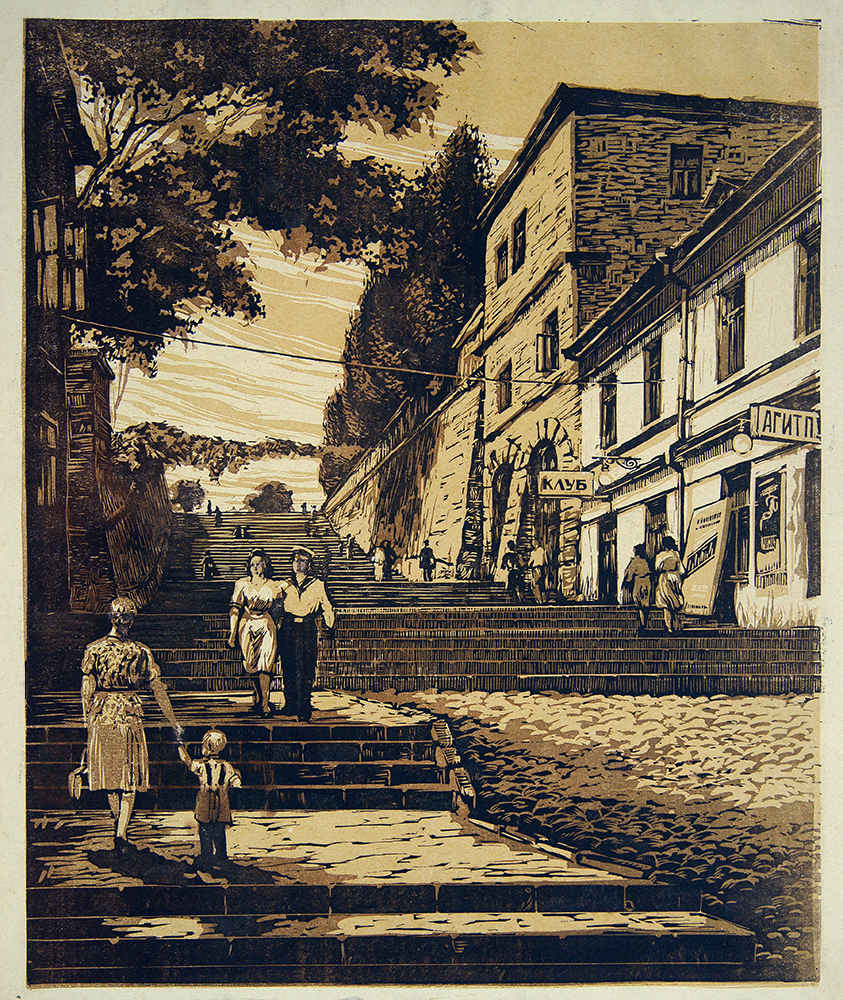
Сергій Рябченко, «Спуск Ласточкіна», папір, кольорова ліногравюра

Сергій Васильович Рябченко народився 1 червня 1923 року в місті Олександрія Кіровоградської області.
З дитинства любив малювати. Роки молодості збіглися з початком німецько-радянської війни. На фронті під час затишшя робив замальовки своїх бойових побратимів. Як учасник Другої світової війни нагороджений орденом Червоної Зірки, орденом Вітчизняної війни; медалями: «За відвагу», «За взяття Будапешта» і «За взяття Відня».
Після демобілізації Сергій Рябченко повертається в Олександрію і працює в управлінні комплектування обладнання тресту «Українавугілля», потім переїжджає до Одеси і в 1947 році вступає до Одеського художнього училища. Його вчителями за фахом стають — Л. О. Мучник, М. К. Поплавський, М. Д. Муцельмахер. На дипломному курсі художник знайомиться зі своєю майбутньою дружиною, студенткою педагогічного училища — Ольгою Степанівною Рябченко. У 1953 році закінчує навчання в училищі.
У 1954 року дебютує на республіканській виставці, з 1956 року бере участь у зарубіжних виставках, з 1957 — у всесоюзних.
З 1959 року — член Спілки художників СРСР.
Помер 27 червня 1992 року в Одесі.

## Творчість
Сергій Рябченко визнаний одним з провідних графіків України. Він працював в галузі станкової графіки у техніках малюнка, офорту, ліногравюри, літографії, акварелі. До основних творів художника відносяться: серія офортів і ліногравюр «Пейзажі Одеси» (1954—1961); серія літографій «Військовий флот» (1959—1960); серія ліногравюр «Легендарні герої війни» (1963—1965) тощо.

## Про художника
|  | Позбавлені зовнішніх ефектів, малюнки Сергія Васильовича Рябченка розраховані на уважне і неспішне споглядання. Крізь їхню зовнішню простоту та образно-формальну «відкритість» проступає і захопленість художника самим процесом малювання, тими лініями, плямами, штрихами на папері, що здатні відтворювати навколишній світ. В них немає штучного пафосу та бажання сподобатися глядачеві, а є зовсім інше — чесний та відкритий погляд, прагнення наблизитися до дива природи, яке щоразу постає заново. У своїй книзі «Пейзаж у мистецтві» дослідник Кеннет Кларк проникливо зазначав: «Реалістичний пейзаж, котрий люди неосвічені вважають одним з найпростіших видів малярства, насправді — один із найнезбагненніших, де успіх надзвичайно рідкісний і випадковий». Тим більше це стосується графіки, де зазвичай небагато кольору з його емоційністю та виразністю, і такий важливий саме погляд художника, що обирає з навколишнього світу те, в чому бачить зміст і цінність. І тут твори одеського художника Сергія Васильовича Рябченка постають не лише частиною історії українського мистецтва другої половини ХХ століття, а й несуть у собі свою, власну тему — вміння бачити, яке переводить будь-який мотив у твір мистецтва. А ще — тою людяністю, що, як трава чи вода, здатна пробиватися крізь будь-які утиски, долати перепони, наповнювати звичні форми правдивістю та теплотою. |

 — Галина Скляренко, мистецтвознавець, куратор

## Колекції
- Національний художній музей України (Київ, Україна)
- Одеський національний художній музей (Одеса, Україна)[6]
- Меморіальний музей К.Г. Паустовського (Одеса, Україна)
- Луганський обласний художній музей (Луганськ, Україна)[10]
- Сімферопольський художній музей (Сімферополь, Україна)[11]
- Севастопольський художній музей імені М. П. Крошицького (Севастополь, Україна)[12]
- Сталінградська битва (музей-заповідник) (Волгоград, Росія)[13]
- Новокузнецький художній музей (Новокузнецьк, Росія)[14]

## Сімейна династія
- Син — Василь Рябченко (нар. 1954) — український художник, один з ключових художників сучасного українського мистецтва і Нової української хвилі.
- Онук — Степан Рябченко (нар. 1987) — провідний український медіа-художник, працює в області цифрового мистецтва, концептуальної архітектури, графіки, скульптури, фотографії і світлових інсталяцій.